# دانشگاه ییل
دانشگاه ییل (به انگلیسی: Yale University) یک دانشگاه تحقیقاتی خصوصی در شهر نیوهیون واقع در ایالت کنتیکت آمریکا است که در سال ۱۷۰۱ میلادی تأسیس شده‌است.
بسیاری از رؤسای‌جمهور ایالات متحده و همچنین سران دولت آن از جمله بیل کلینتون، جورج دبلیو بوش، جان کری و هیلاری کلینتون از این دانشگاه فارغ‌التحصیل گردیده‌اند.
بر اساس آمار «یواس نیوز» دانشکده حقوق این دانشگاه همواره رتبه اول را در بین دانشگاه‌های آمریکا احراز کرده‌است. همچنین در سال ۱۸۶۱ اولین مدرک تحصیلی دکتری در آمریکا به فارغ‌التحصیلان دانشکده علوم و هنر این دانشگاه داده شده‌است. این دانشگاه وابستگی مذهبی به کلیسای کاتولیک دارد.

## رتبه‌بندی (رنکینگ)
رتبه‌بندی دانشگاه‌های جهان QS در سال ۲۰۲۰ دانشگاه ییل را در رده ۱۷دنیا و نهم آمریکا قرار داده‌است.همچنین مؤسسه تایمز نیز این دانشگاه را در رده هشتم رتبه‌بندی کرده‌است.

## دروس آزاد دانشگاه ییل
دانشگاه ییل در دسامبر ۲۰۰۷ تعدادی از کلاس‌های مقطع لیسانس خود را به‌طور رایگان از طریق شبکه اینترنت در اختیار عموم قرار داد. گفتنی است که دانشگاه ییل پس از مؤسسه فناوری ماساچوست، دومین دانشگاه مهم آمریکاست که برنامه‌ای بنام پروژه «دروس آزاد» تأسیس کرده‌است.

## دانش‌آموختگان نامدار

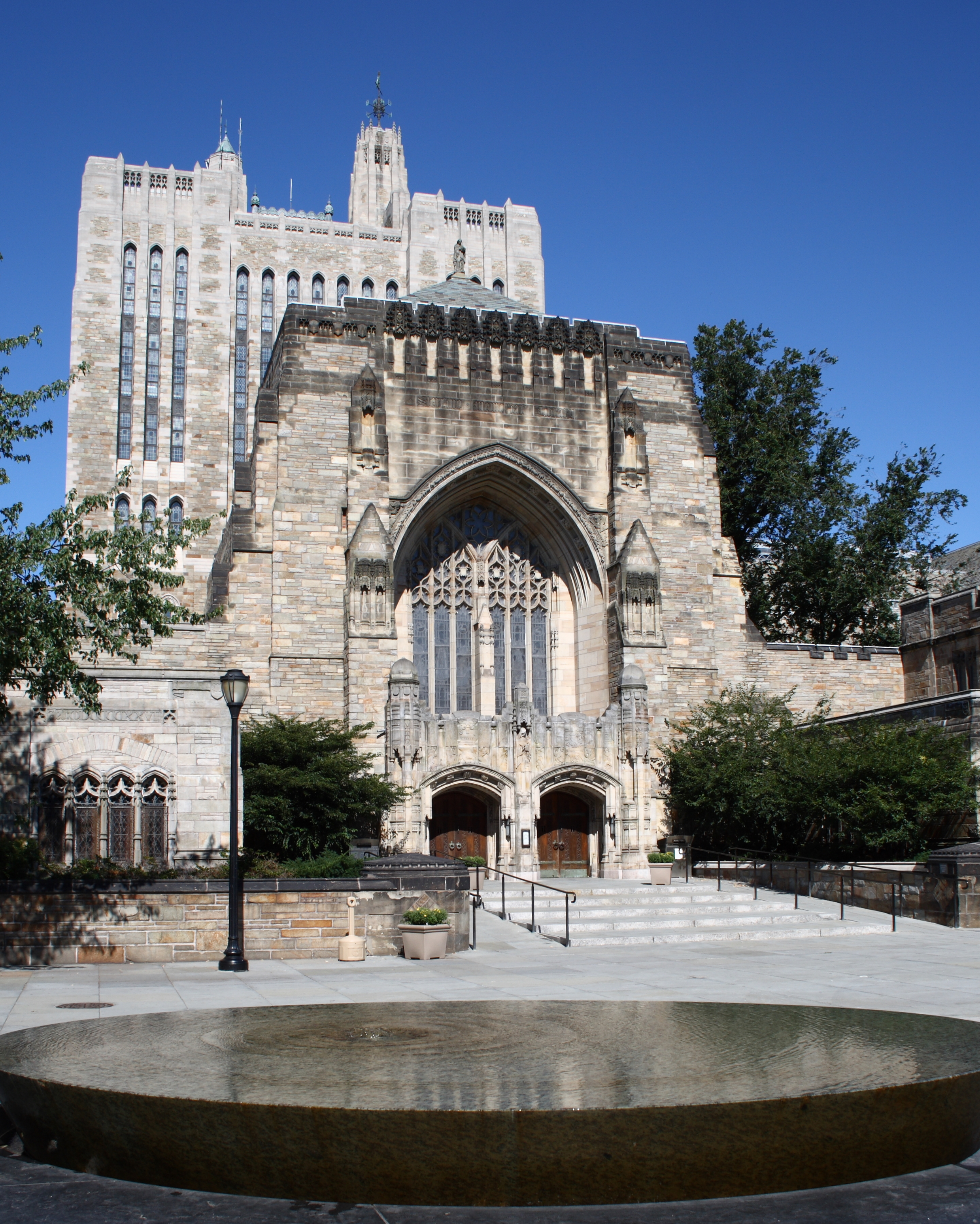
کتابخانه استرلینگ

- بیل کلینتون
- هیلاری کلینتون
- جان کری
- جورج دبلیو بوش
- باربارا پیرس بوش
- جورج هربرت واکر بوش
- جرالد فورد
- ویلیام هووارد تفت
- جودی فاستر
- مریل استریپ
- الیور استون
- الیا کازان
- پل نیومن
- ساموئل هانتینگتون
- اندرسون کوپر
- فرید زکریا
- گریس هاپر
- ریچارد فورمن
- نوآ وبستر
- ریموند دیویس پسر
- فرانسیسکو سیگاروا
- ساموئل مورس
- چارلز گواثمی
- نورمن فاستر
- ویلیام ادواردز دمینگ
- بنجامین سولومون کارسون
- حبیب لاجوردی

## آمار
تعداد اعضای هیئت علمی: ۴۴۱۰ نفر

تعداد دانشجویان: ۱۲٫۳۱۲ نفر

دانشجویان مقطع کارشناسی: ۵۴۵۳

دانشجویان مقطع کارشناسی ارشد: ۶۸۵۹

## نگارخانه

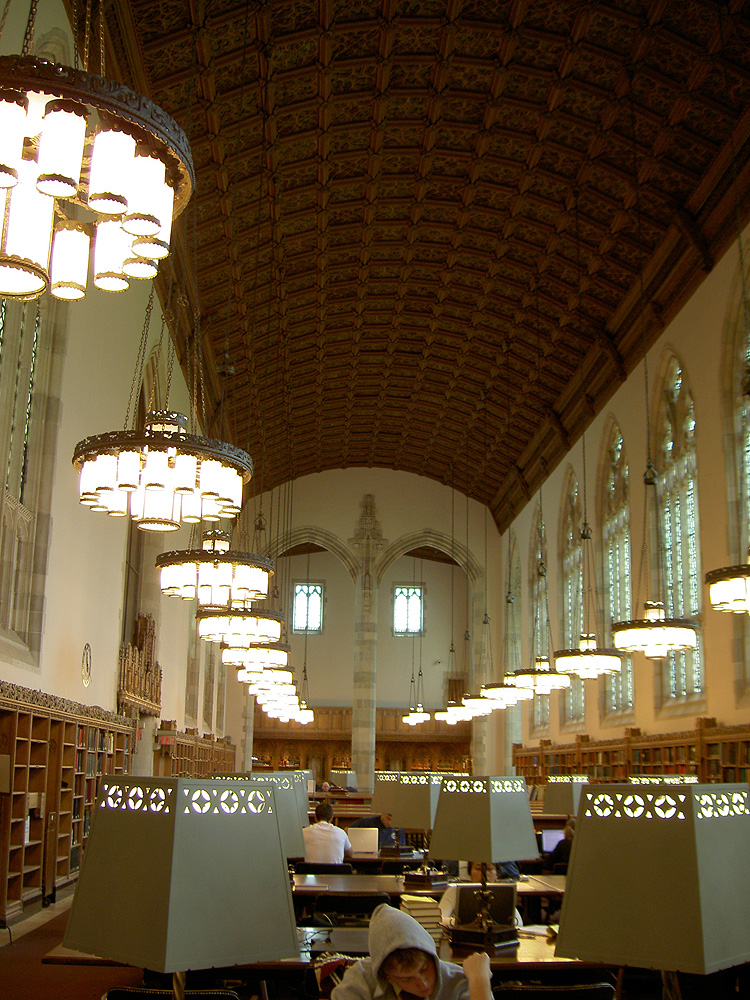
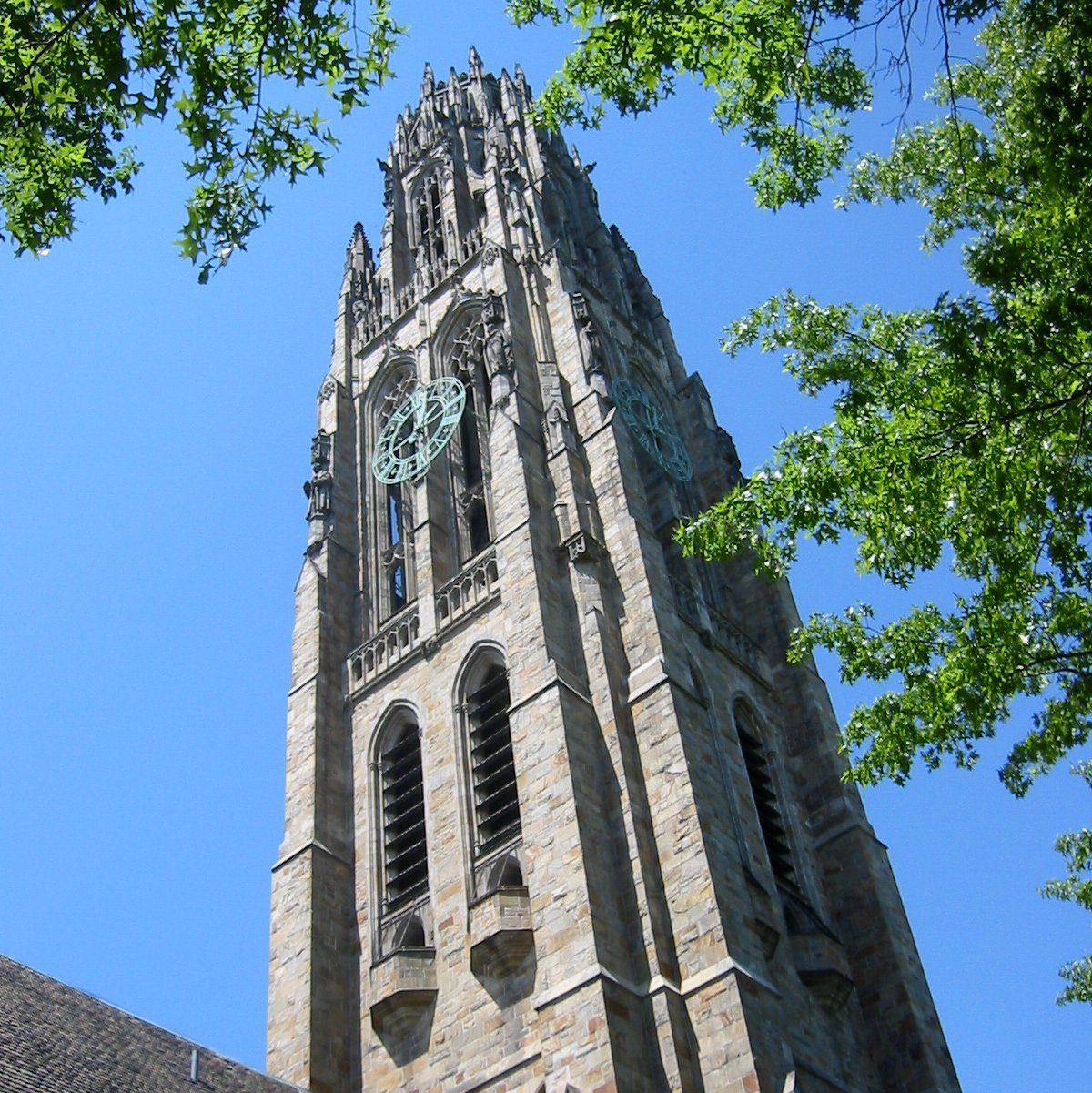
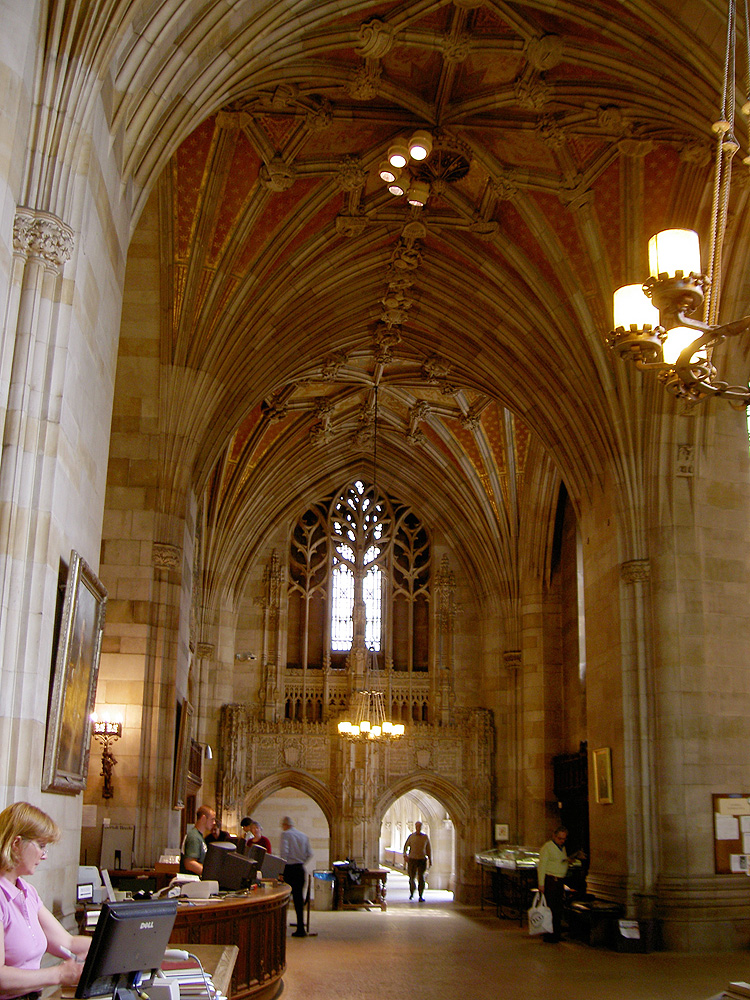
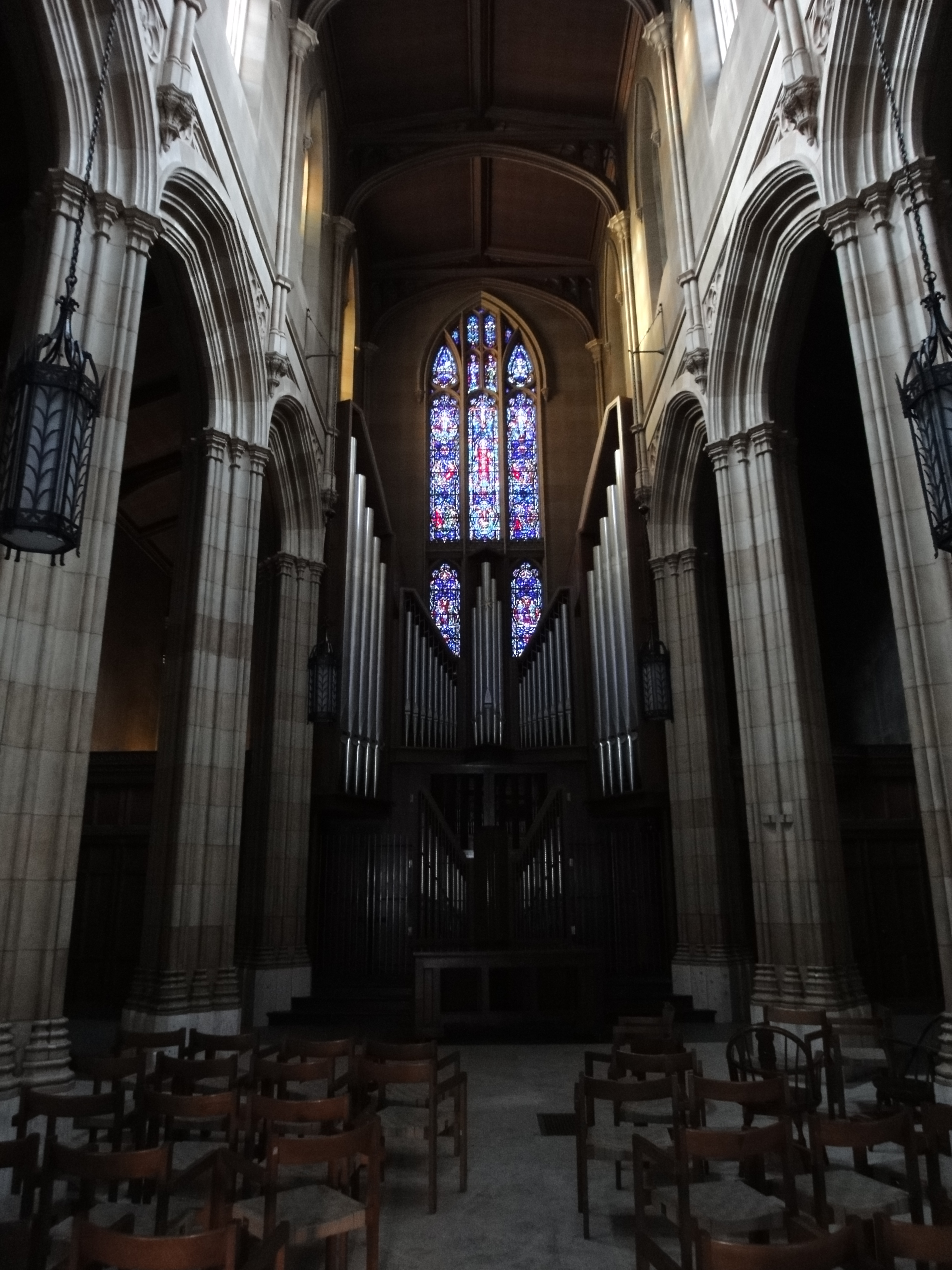
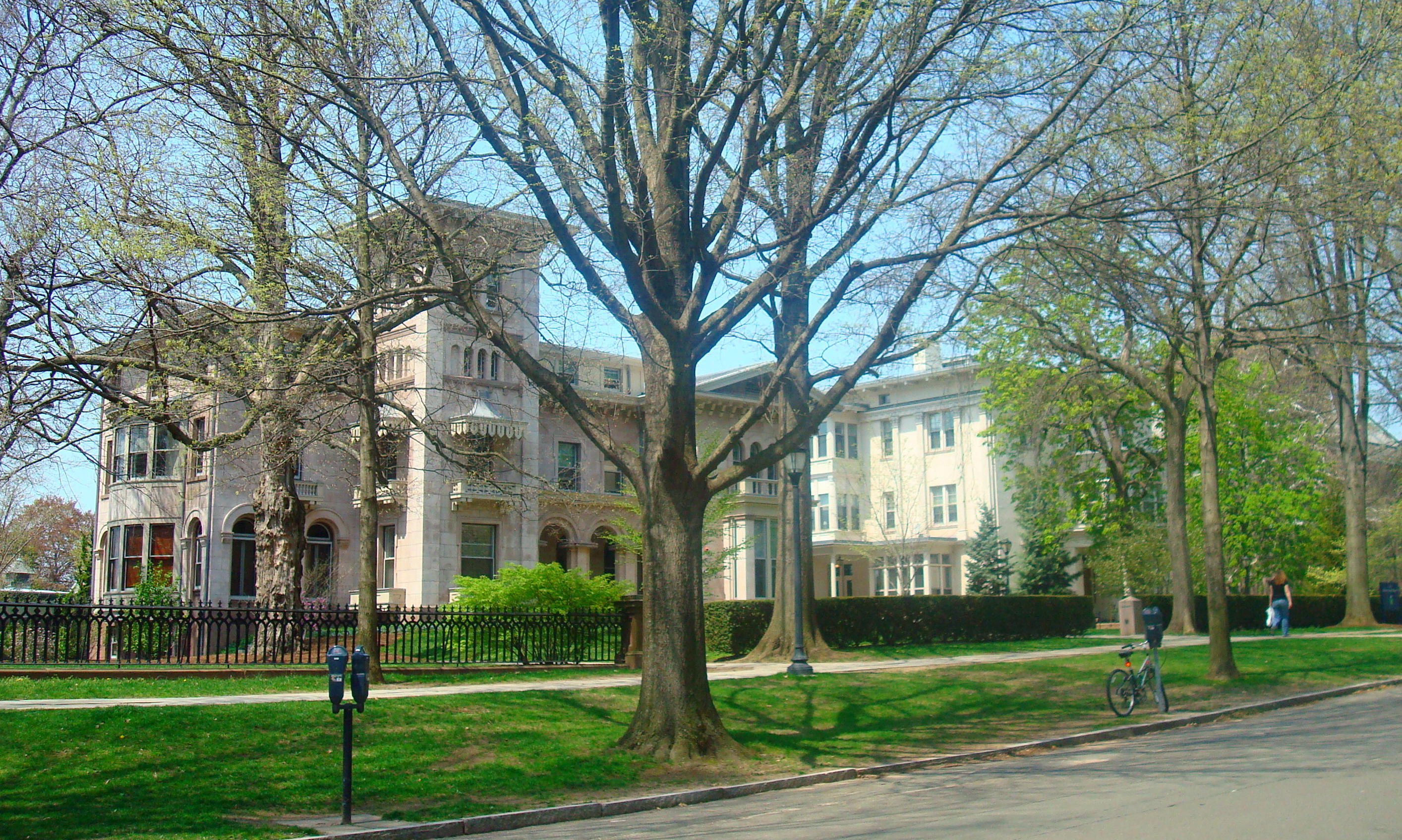
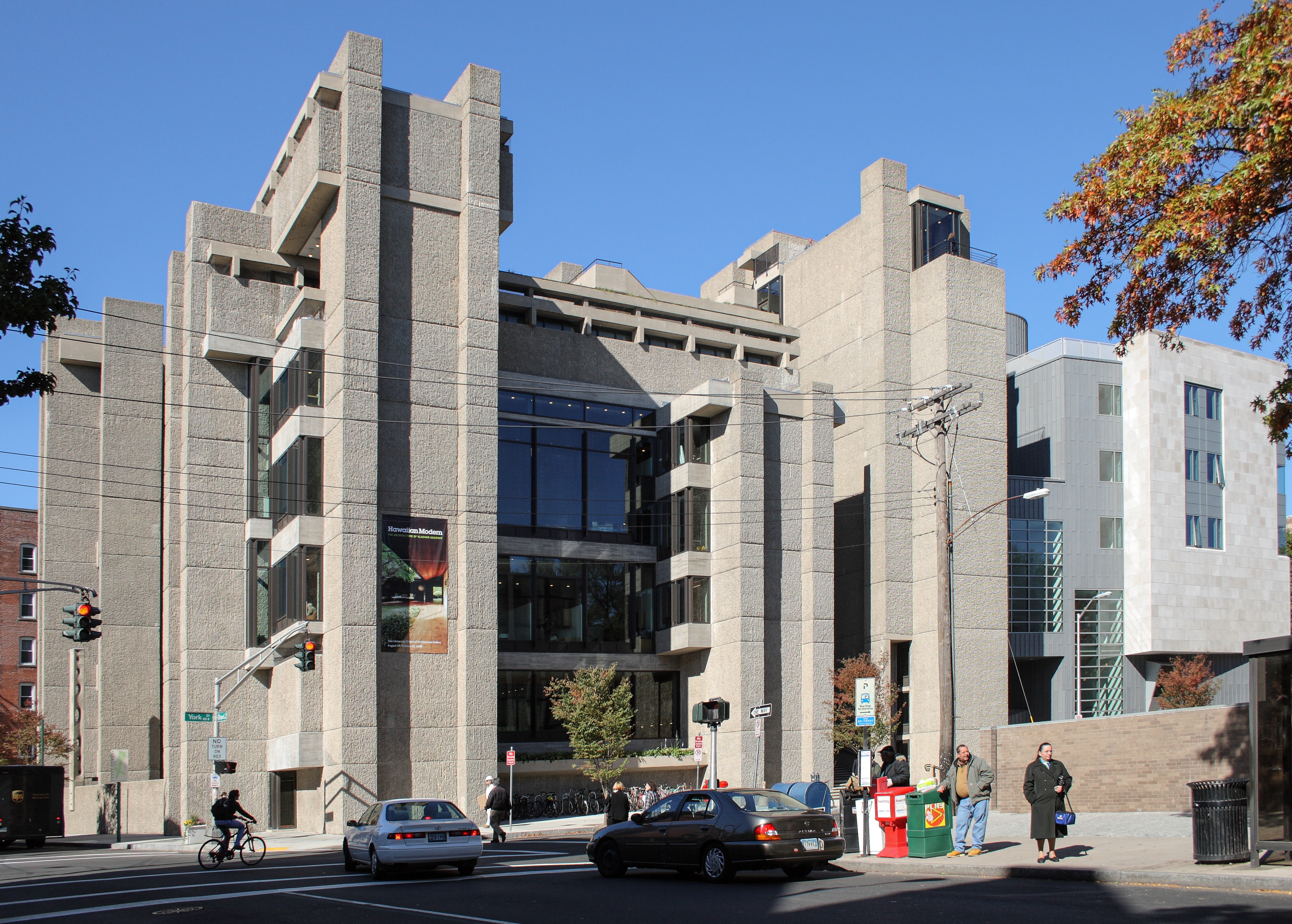
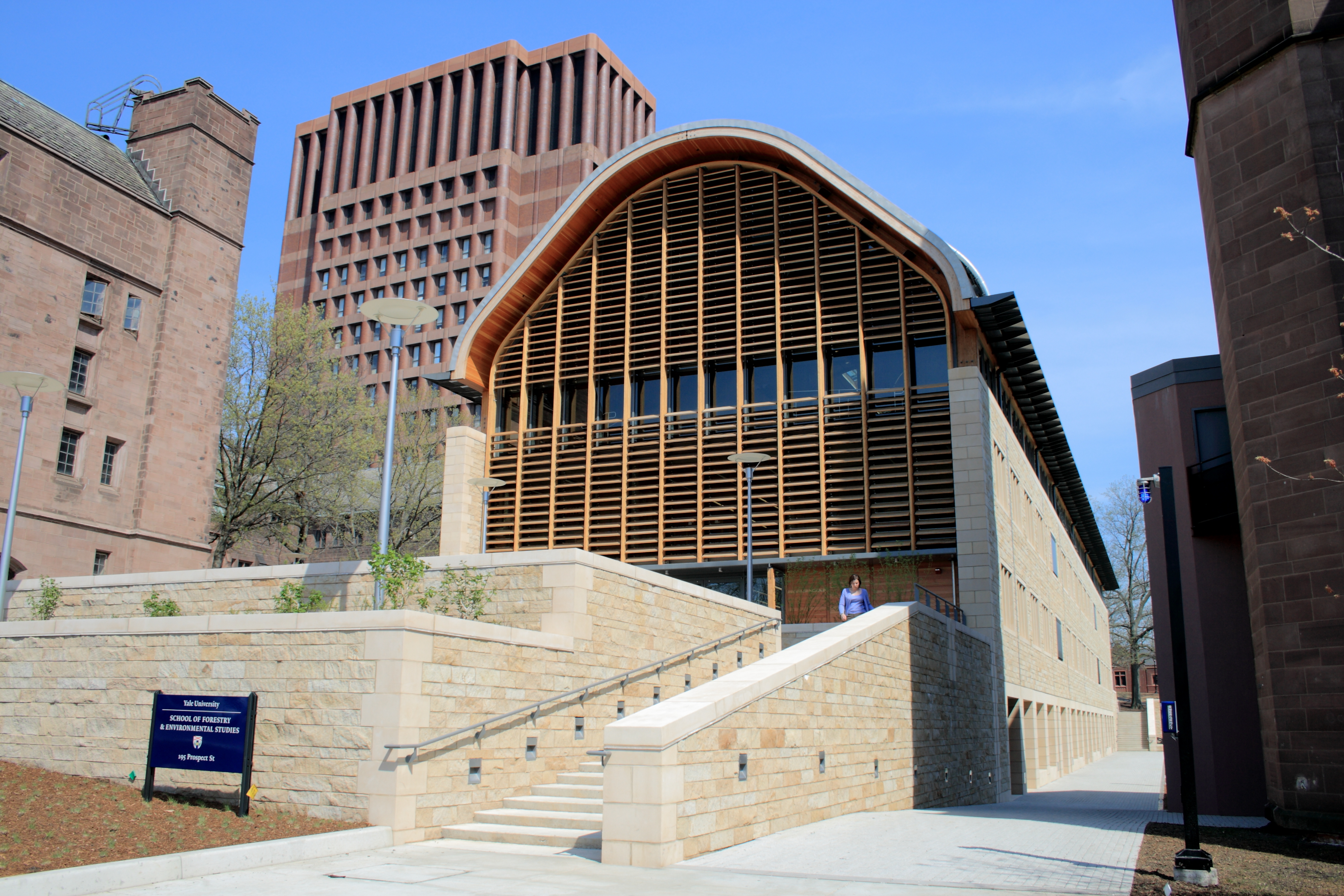
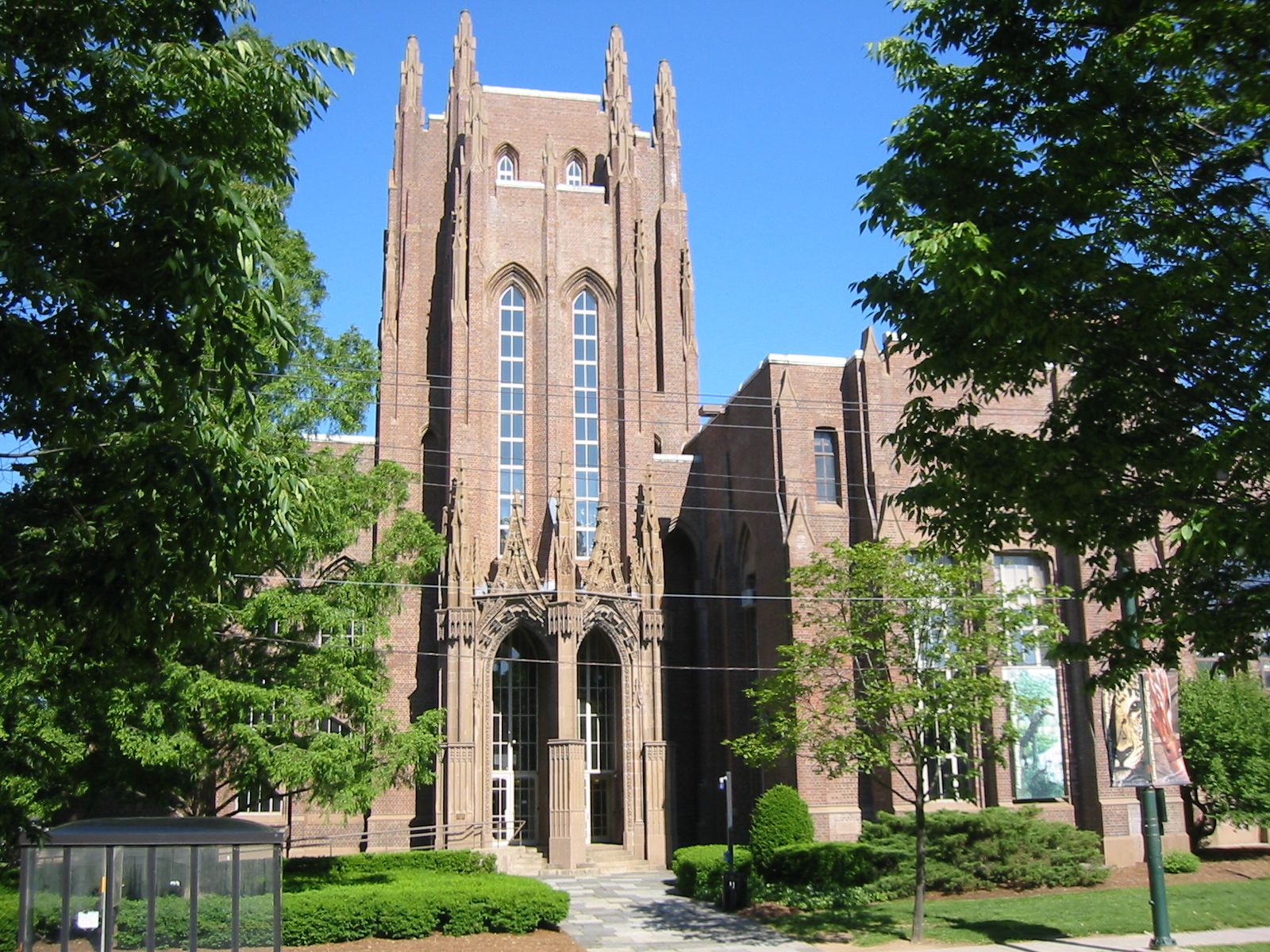
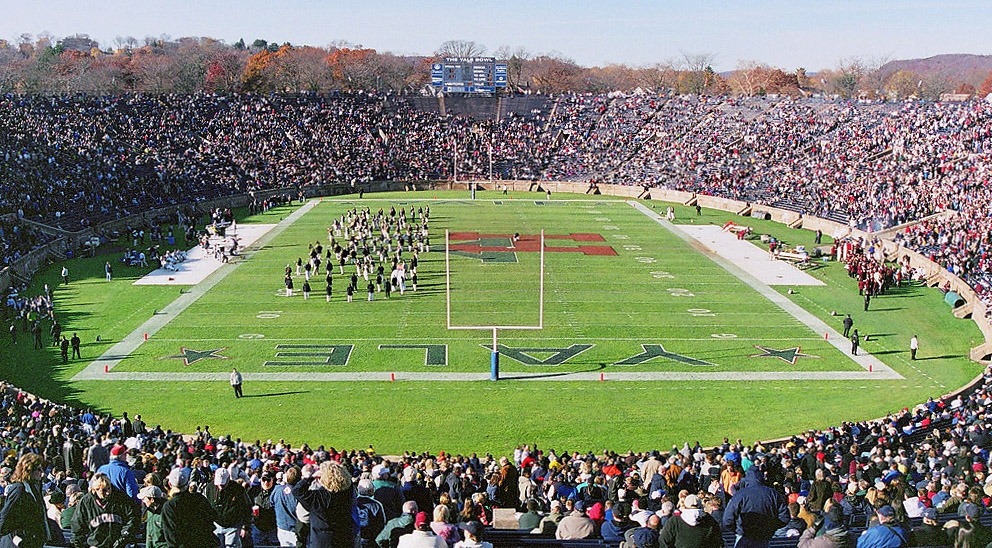

## دانشکده‌ها
1. سلامت عمومی
2. مدیریت
3. جنگل‌داری و محیط زیست
4. مهندسی
5. هنر
6. معماری
7. درام
8. پرستاری
9. دارو
10. موسیقی مذهبی
11. حقوق